# Илия III (католикос-патриарх Востока)
Мар Илия III (в миру Абу Халим (ибн) аль-Хадиси, 1108 — 12 апреля 1190 года; сир. ܐܠܝܐ, араб. بابن‎; Сильван, Диярбакыр — 1190) — католикос-патриарх Церкви Востока с 1176 года по 1190 год.
Родился в Майафарикине, до патриаршества занимал пост митрополита Нисибина. Был известен своей благотворительностью и нищелюбием. Отстроил разрушившуюся патриаршую келью и церковь в Дар-эр-Руме, а также ряд храмов и монастырей Церкви Востока. Илия III составил ряд произведений по грамматике сирийского и арабского языков, а также большое число молитв и гимнов. Молитвослов, выпущенный под его редакцией, стал весьма широко использоваться в Церкви Востока.

## Биография
Родился в Майафарикине, до патриаршества занимал пост митрополита Нисибина. Илия III был известен своей благотворительностью и нищелюбием. В 1176 году стал католикосом-патриархом Церкви Востока. Отстроил разрушившуюся патриаршую келью и церковь в Дар-эр-Руме, а также ряд храмов и монастырей Церкви Востока.

## Сочинения
Илия III составил ряд произведений по грамматике сирийского и арабского языков, а также большое число молитв и гимнов. Молитвослов, выпущенный под его редакцией, стал весьма широко использоваться в Церкви Востока. Сохранились многочисленные проповеди Илии III, написанные арабской рифмованной прозой. На сирийском языке Илия III составил ряд молитв и писем. Молитвослов, выпущенный под его редакцией, стал весьма широко использоваться в Церкви Востока. Вплоть до XIX века молитвослов Илии III читался при завершении всенощного бдения каждое воскресенье и в течение 3 дней поста ниневитян перед началом заутрени.